# Pronom de preferència
El pronom de preferència o pronom de gènere preferit és un conjunt de pronoms personals que una persona prefereix que facin servir per dirigir-se a ella per tal de reflectir la seva identitat sexual i de gènere. En els gèneres binaris, s'empren els pronoms «ell» en homes i «ella» en dones. Tanmateix, s'han proposat pronoms neutres per a les persones de gènere no-binari, que no se senten còmodes amb els pronoms tradicionals. En anglès es fa servir el pronom «they» i en castellà «elle», un terme inventat al marc del llenguatge inclusiu. El català no té una versió consolidada, si bé s'ha suggerit el pronom «elli».

## Raonament
Els pronoms de preferència s'han utilitzat com una forma de promoure l'equitat i la inclusió de les persones trans i de gènere fluid. Neix de la revisió i crítica del binarisme i la dicotomia dels pronoms «ell» / «ella» que en llengües com l'anglès i el català no deixa espai per a altres identitats de gènere i que, per aquesta raó, pot ser una font d'incomoditat o frustració per a les comunitats de les persones trans i queer.
L'ús dels pronoms neutres ha estat identificat per a professionals del treball social, educació, medicina i periodisme com una consideració tant pràctica com ètica especialment envers aquestes comunitats. Els grups de defensa de les persones LGBTIQ+ també aconsellen utilitzar els pronoms i els noms preferits o considerats adequats per la persona interessada. Algunes persones declaren que se senten incòmodes quan es refereixen a elles per pronoms diferents dels que manifesten la seva preferència. De vegades, es considera que preguntar a les persones els pronoms que desitgen que es facin servir per a elles i utilitzar-les correctament és una forma de mostrar respecte cap a la seva identitat de gènere. L'argument és que el fet d'emprar el pronom incorrecte pot provocar que la persona pugui sentir-se invalidada, rebutjada o alienada.

## Extensió i popularitat
Hi ha un ús creixent dels pronoms neutres de preferència. Actualment fins i tot és possible observar-ho en targetes de presentació, en signatures de correu electrònic i a les xarxes socials. La seva popularitat ha incentivat que un nombre creixent de persones que sí que s'identifiquen amb els gèneres binaris (masculí i femení) utilitzen públicament els pronoms designats als seus gèneres («ella» o «ell») com a acte de solidaritat cap aquesta iniciativa.
Alguns personatges famosos de la televisió i la cultura pop comencen a revelar la seva preferència cap als denominats pronoms neutres, com és el cas de l'artista anglès Sam Smith, qui va manifestar el 2019 la voluntat de ser adreçat amb el pronom «they/them» utilitzat com a neutre a la llengua anglesa. Anteriorment havia anunciat aquell mateix any que s'identificava com de gènere no binari. El 19 de maig de 2021 la també artista Demi Lovato es declarava al seu Instagram com una persona no binària, després de mesos de reflexió, i advertia que en endavant adoptaria un pronom neutre.